# Namnlöstjärnen (Mangskogs socken, Värmland)
Namnlöstjärnen är en sjö i Arvika kommun i Värmland och ingår i Göta älvs huvudavrinningsområde.